# 贡比涅区
贡比涅区（法語：Arrondissement de Compiègne）是法国瓦兹省所辖的一个区。总面积1274.5平方公里，总人口182819，人口密度143人/平方公里（2018年）。主要城镇为贡比涅。

## 辖区
贡比涅区辖有156个市镇。